# ساحة معقل الزعيم
ساحة معقل الزعيم هي إحدى ساحات مدينة تونس، وكانت تسمى قديما رحبة الغنم إذ كانت تباع فيها الأغنام، وأخذت اسمها الحالي في عهد الاستقلال، ذلك أن الزعيم الحبيب بورقيبة كان يقيم بمنزل يقع على هذه الساحة. وتتوسطها الآن منطقة خضراء تحيط بها عدة معالم من أهمها جامع الهواء وجامعة الزيتونة ومتحف الخزف.

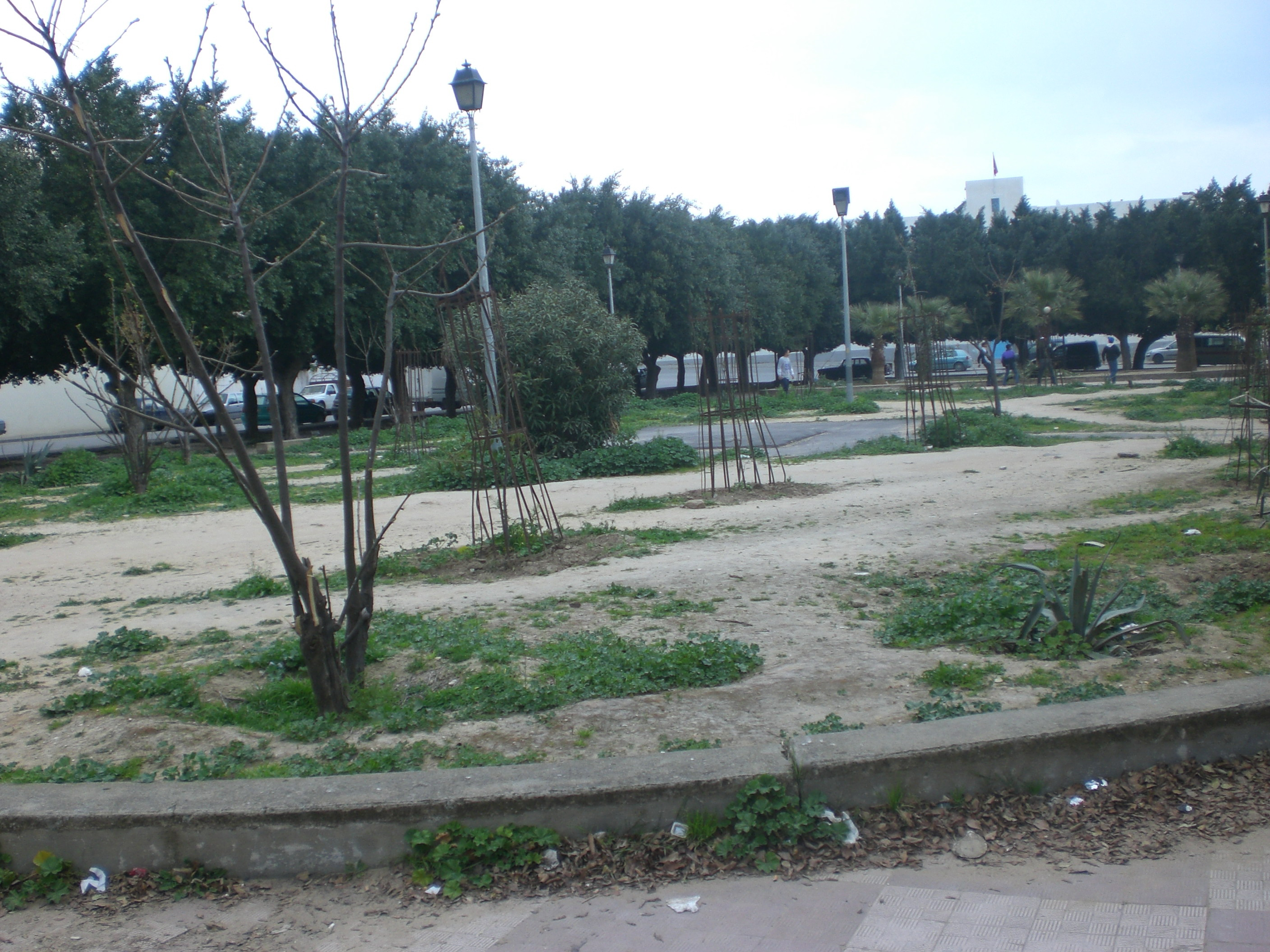
ساحة معقل الزعيم